# Pulsatilla
Pulsatilla es un género de plantas herbáceas perennes, llamadas comúnmente pulsatilas. Se distribuye por Norteamérica y Eurasia, donde se las encuentra formando densas aglomeraciones en praderas herbosas de montaña.
Este género es, en ocasiones, incluido como un subgénero de Anemone. Según estudios filogenéticos pueden ser congenéricos.

## Descripción
Son herbáceas rizomatosas de entre 10 a 30 cm de altura. De 1 a 3 hojas basales pinnatisectas.  Las flores son solitarias, actinomorfas, con un solo involucro de brácteas foliares, caulinares o verticiladas que varían en forma y tamaños según la especie. El perianto está formado por 6 sépalos petaloides (de color, según la especie amarillo, rojizo, azul, púrpura, violeta, raramente blanco) libres, de textura sedosa, con numerosos estambres y estaminodios nectaríferos en la mayoría de las especies. Aquenios pequeños, globosos con largos estilos plumosos que forman las características cabezuelas de semillas.
Es una de las primeras plantas que florecen en primavera, antes incluso de que las últimas nieves se hayan derretido. 

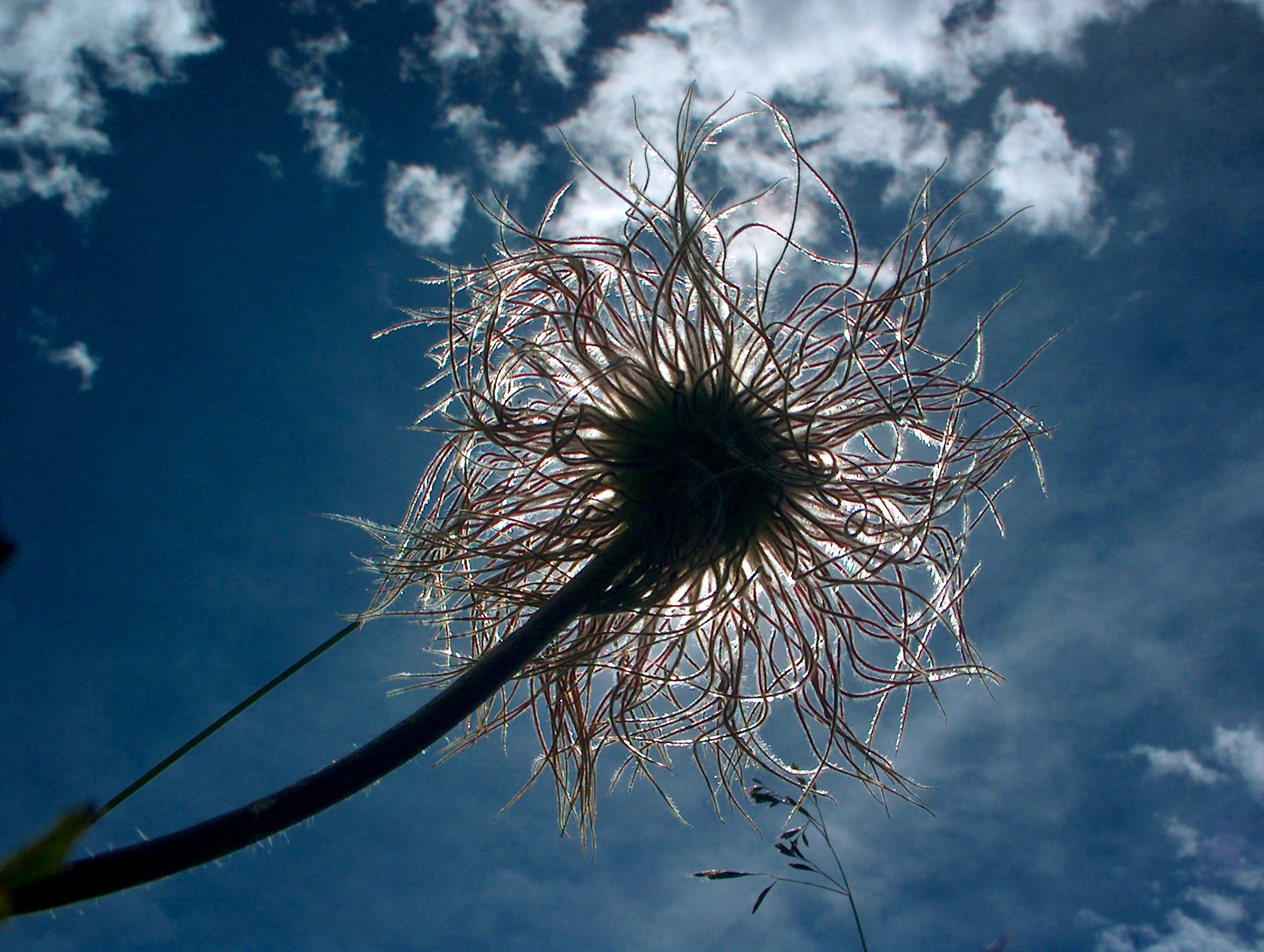
Frutos de una pulsatilla.

## Compuestos químicos y toxicidad
Entre otros, contiene flavonoides, saponinas y aceites esenciales.
Los extractos de esta planta se usan en medicina natural para diferentes dolencias, ya que se le atribuyen propiedades sedativas y analgésicas. 
Nunca debe tomarse durante el embarazo ni la lactancia. Sin embargo, la planta fresca es altamente tóxica, contiene protoanemonina; produce toxinas cardiogénicas y oxitocinas que ralentizan el corazón en los seres humanos.
 El uso excesivo puede provocar diarrea, vómitos y convulsiones, hipotensión y coma. Los nativos americanos las han utilizado durante siglos como medicina tradicional. Los indios Blackfoot lo usaban para inducir abortos y partos.

## Taxonomía
El género fue descrito por Philip Miller y publicado en The Gardeners Dictionary...Abridged...fourth edition (1136), en 1754.

#### Etimología
Pulsatilla: nombre genérico derivado del vocablo italiano pulsatilla; "pulsatila", que a su vez se origina del vocablo latín pulsāre, "empujar, golpear", aludiendo a las prolongaciones plumosas de los aquenios, los cuales se agitan y pulsan al menor viento.

## Especies
Comprende 45 especies y 11 híbridos aceptados:
| - Pulsatilla ajanensis - Pulsatilla albana - Pulsatilla alpina - Pulsatilla ambigua - Pulsatilla armena - Pulsatilla aurea - Pulsatilla bungeana - Pulsatilla campanella - Pulsatilla cernua - Pulsatilla chinensis - Pulsatilla dahurica - Pulsatilla georgica - Pulsatilla grandis - Pulsatilla halleri - Pulsatilla herba-somnii | - Pulsatilla integrifolia - Pulsatilla kostyczewii - Pulsatilla magadanensis - Pulsatilla millefolia - Pulsatilla montana - Pulsatilla multiceps - Pulsatilla nipponica - Pulsatilla nivalis - Pulsatilla nuttalliana - Pulsatilla occidentalis - Pulsatilla orientali-sibirica - Pulsatilla patens - Pulsatilla pratensis - Pulsatilla reverdattoi - Pulsatilla rubra | - Pulsatilla sachalinensis - Pulsatilla saxatilis - Pulsatilla scherfelii - Pulsatilla sukaczewii - Pulsatilla taraoi - Pulsatilla tatewakii - Pulsatilla tenuiloba - Pulsatilla tongkangensis - Pulsatilla turczaninovii - Pulsatilla usensis - Pulsatilla vernalis - Pulsatilla violacea - Pulsatilla vulgaris - Pulsatilla wallichiana - Pulsatilla zimmermannii |

#### Híbridos
- Pulsatilla × bolzanensis
- Pulsatilla × celakovskyana
- Pulsatilla × emiliana
- Pulsatilla × gayeri
- Pulsatilla × girodii
- Pulsatilla × hackelii
- Pulsatilla × knappii
- Pulsatilla × mixta
- Pulsatilla × weberi
- Pulsatilla × wilczekii
- Pulsatilla × yanbianensis